# Audi-Sportpark
Le Audi-Sportpark est un stade de football situé à Ingolstadt dans le Land de Bavière en Allemagne.

## Histoire
Fondé le 5 février 2004 de la fusion des structures footballistiques des clubs MTV et ESV
Ingolstadt, le FC Ingolstadt 04 devenait le club de football principal de la ville d'Ingolstadt et ambitionnait par la même occasion l'accession aux ligues de football professionnelles nationales comme notamment la 2. Bundesliga. Ce fut chose faite à l'issue de la saison 2007/08, le stade ESV-Stadion accueillant à l'époque les matches du FC Ingolstadt 04 dut alors être en partie aménagé pour obtenir une autorisation provisoire de deux ans de la part la ligue professionnelle de football allemand (DFL) et offrir une capacité d'environ 11 000 places. Dès lors, il était clair qu'un stade à capacité d'au moins 15 000 places devait voir le jour pour le début de la saison 2010/11.

## Construction
La construction de la nouvelle enceinte vit le jour le 22 mai 2009, basée sur un budget de 24 millions d'euros. Le constructeur automobile Audi AG devenu alors sponsor principal du club participa au financement et donna le nom d'Audi-Sportpark au stade.
La configuration choisie est celle d'un stade au toit recouvrant intégralement les tribunes, proposant jusqu'à 15 445 places (environ 9 000 places assises pour environ 6 000 debout) et environ 12 000 places assises pour les matches internationaux (n'autorisant pas les places debout). Le cabinet d'architectes a pris en compte le besoin éventuel de devoir agrandir le stade dans le futur. Ainsi, l'enceinte pourrait accueillir jusqu'à 22 000 spectateurs en surélevant le toit et ajoutant des rangées ; dans une deuxième et plus importante évolution, le toit devrait être ôté et remplacé par un plus grand permettant alors au stade l'accès à 30 000 spectateurs.

## Galerie

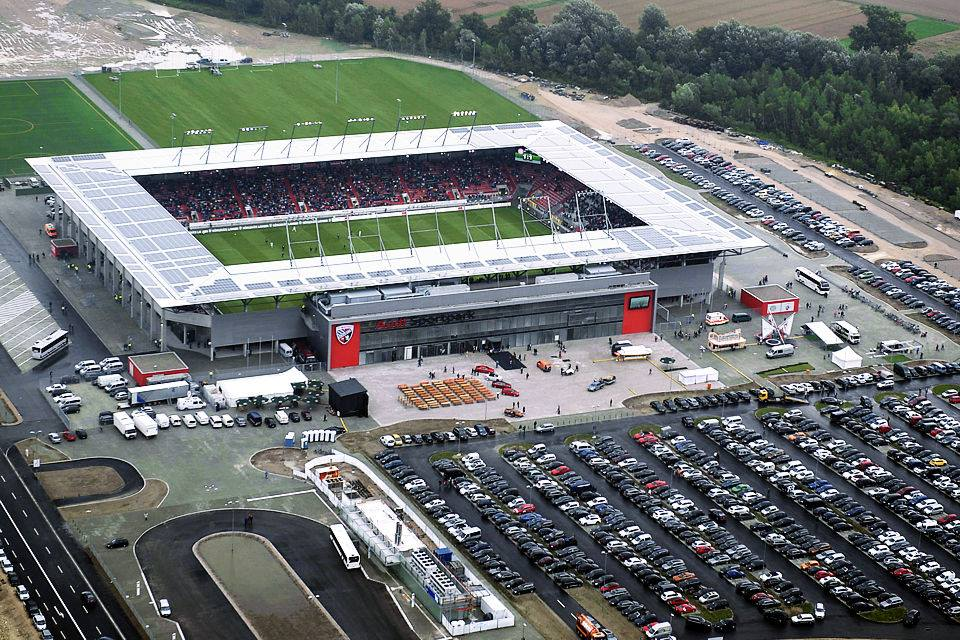
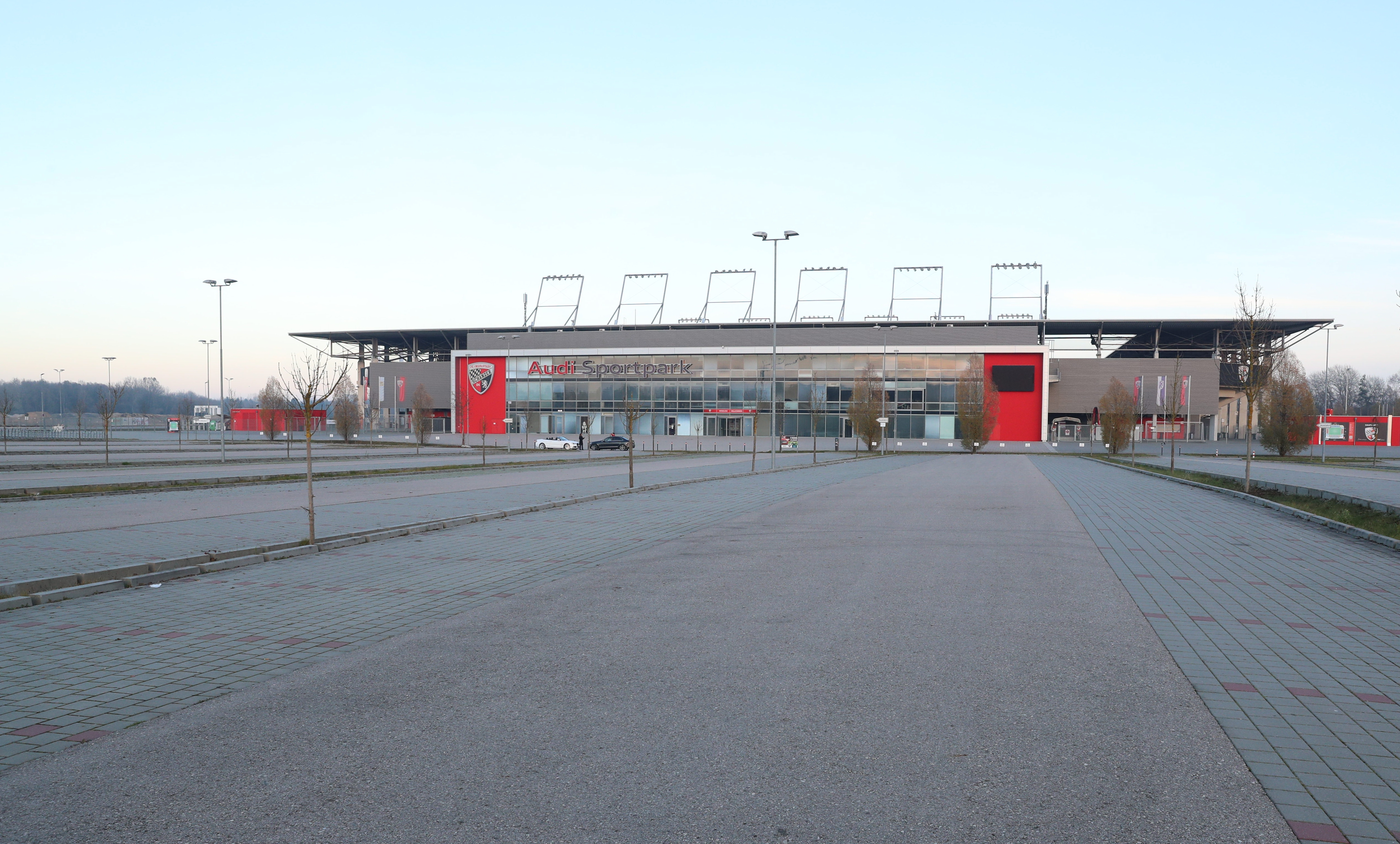
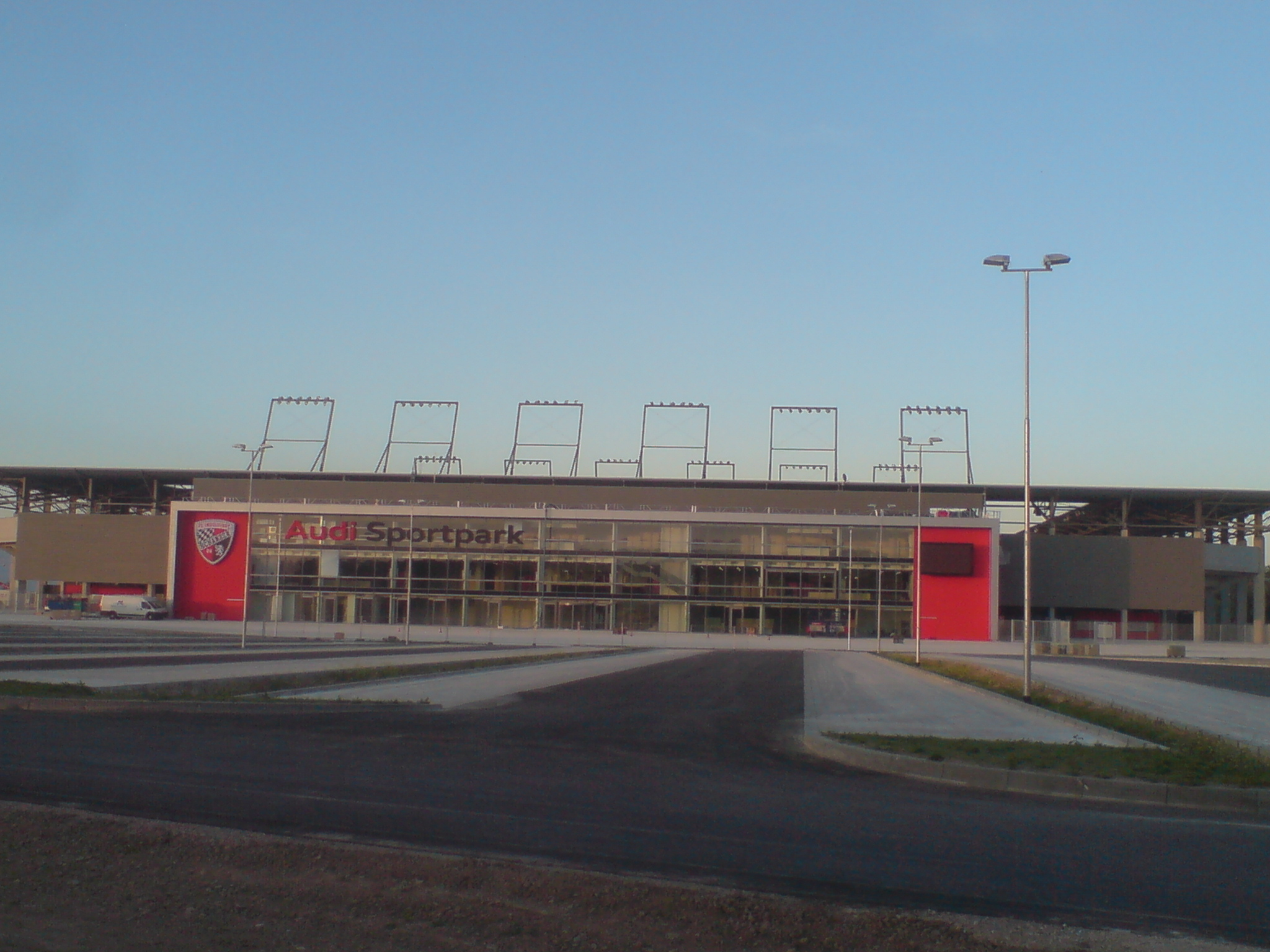
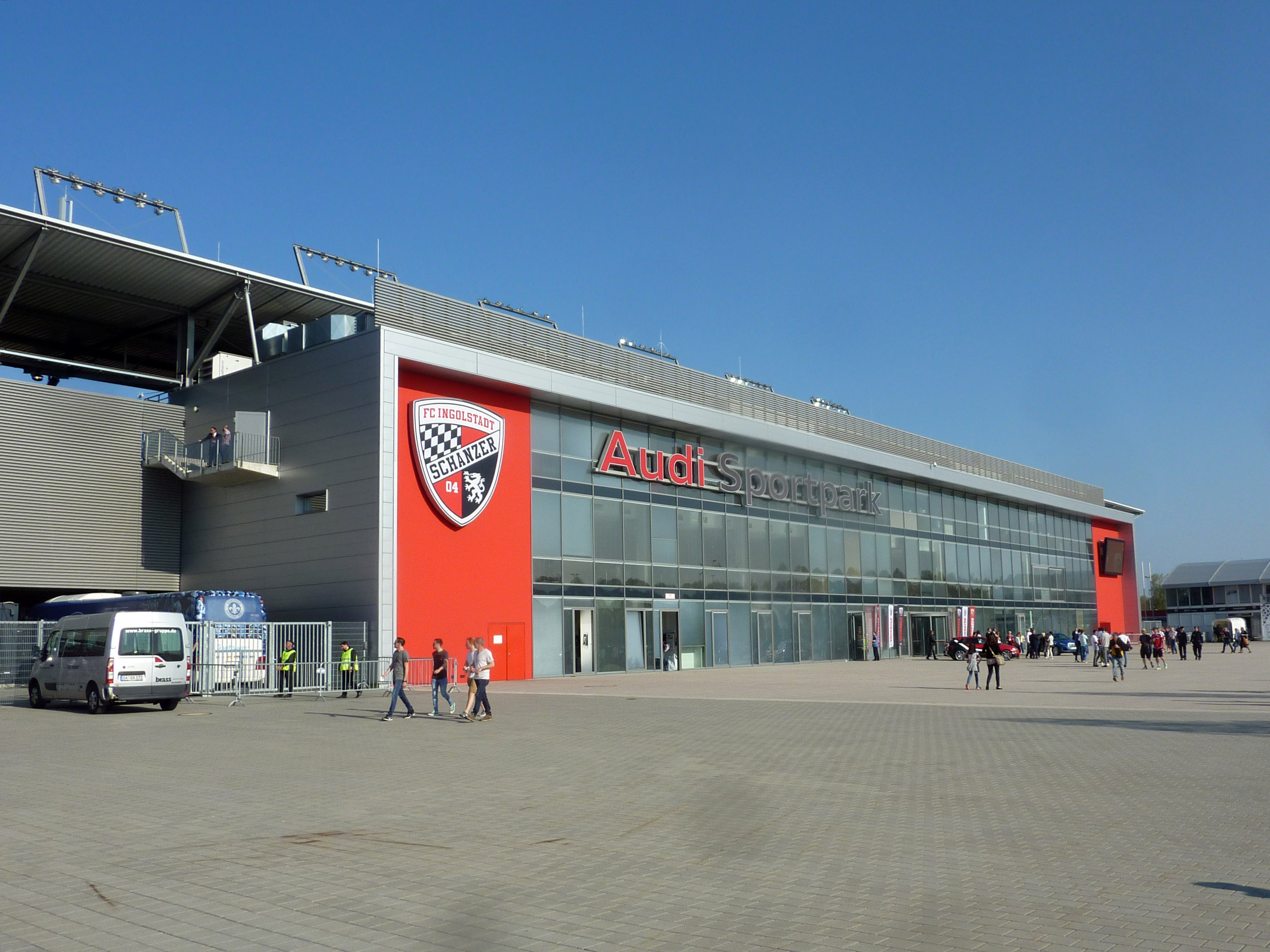
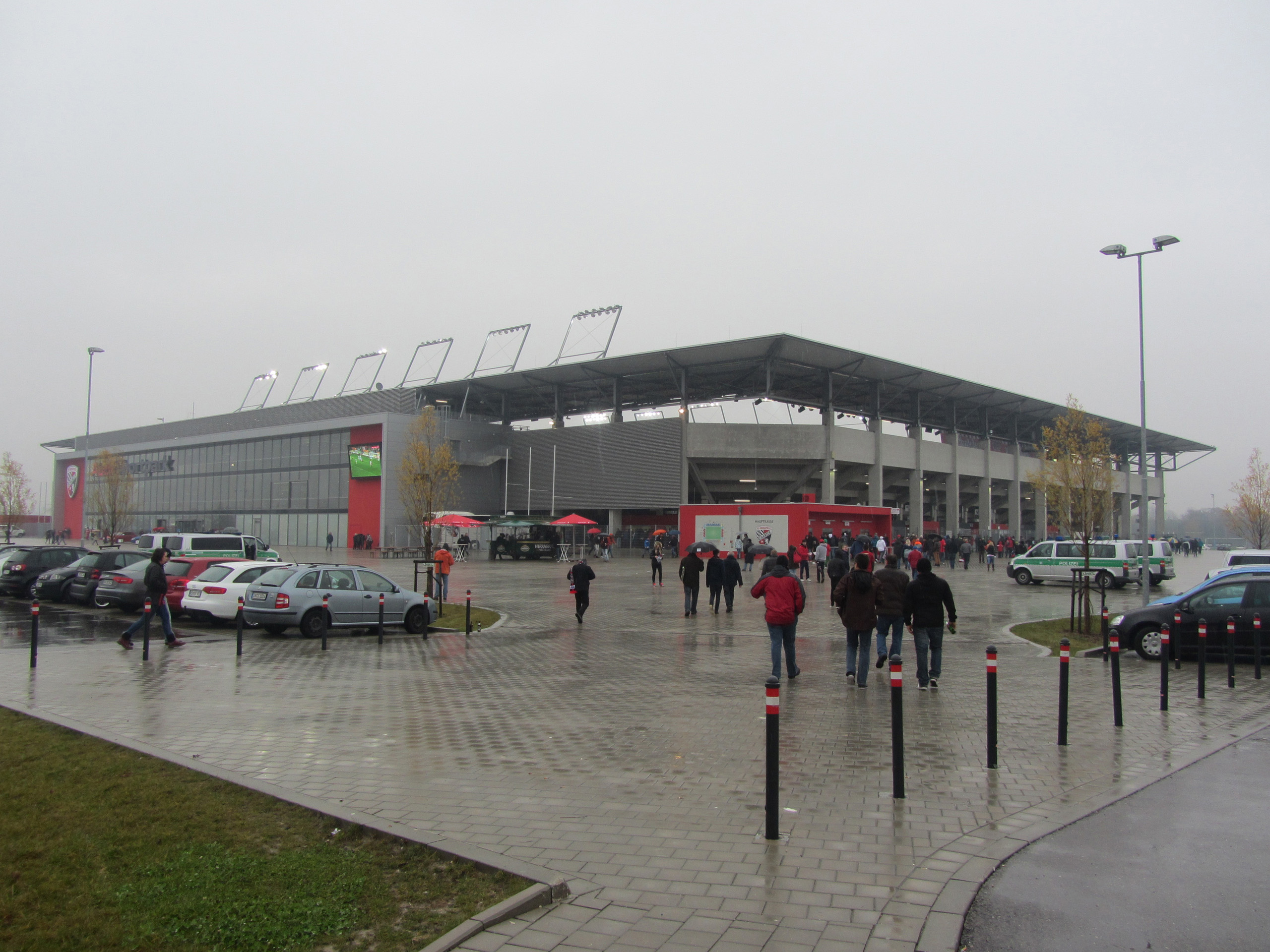
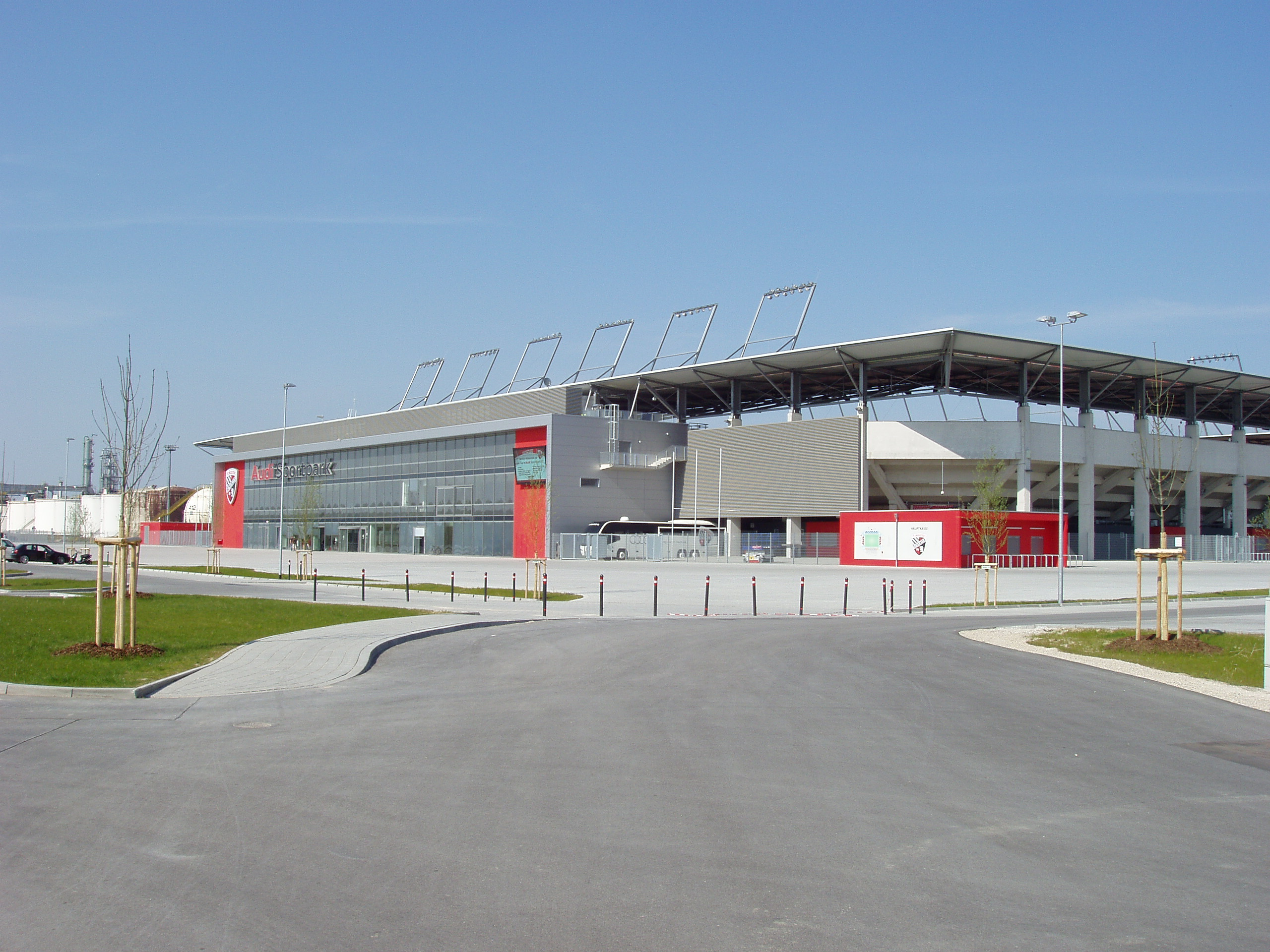

## Évènements
| Dates             | Équipe locale        | Adversaire                | Résultat | Contexte                                      | Spectateurs |
| ----------------- | -------------------- | ------------------------- | -------- | --------------------------------------------- | ----------- |
| 7 septembre 2010  | Allemagne U21        | Irlande du Nord U21       | 3:0      | Qualification pour la coupe d'Europe 2011 U21 | 5 440       |
| 21 mai 2011       | Allemagne (féminine) | Corée du Nord             | 2:0      | Match amical                                  | 8 756       |
| 6 octobre 2011    | Allemagne U21        | Bosnie Bosnie-Herzégovine | 3:0      | Qualification pour la coupe d'Europe 2013 U21 | 4 192       |
| 5 juin 2012       | Turquie              | Ukraine                   | 2:0      | Match amical                                  | 1,000       |
| 10 septembre 2014 | Allemagne U17        | Pays-Bas U21              | 3:3      | Match amical                                  | 2 500       |
| 13 novembre 2014  | Allemagne U21        | Pays-Bas U21              | 3:3      | Match amical                                  | 2 068       |